# Ágios Christóforos (Arcadie)
Ágios Christóforos (grec moderne : Άγιος Χριστόφορος) est une localité située dans le dème de Cynourie-du-Sud, dans le district régional d'Arcadie, dans la périphérie du Péloponnèse, en Grèce.
Selon le recensement de 2021, elle compte 9 habitants.